# Серван
Серван (фр. Cervens) је насељено место у Француској у региону Рона-Алпи, у департману Горња Савоја.
По подацима из 2011. године у општини је живело 1119 становника, а густина насељености је износила 175,94 становника/km².

## Демографија
| 1962. | 1968. | 1975. | 1982. | 1990. | 2011. |
| ----- | ----- | ----- | ----- | ----- | ----- |
| 377   | 376   | 409   | 410   | 593   | 1.119 |